# Pokrówka (gromada)
Pokrówka – dawna gromada, czyli najmniejsza jednostka podziału terytorialnego Polskiej Rzeczypospolitej Ludowej w latach 1954–1972.
Gromady, z gromadzkimi radami narodowymi (GRN) jako organami władzy najniższego stopnia na wsi, funkcjonowały od reformy reorganizującej administrację wiejską przeprowadzonej jesienią 1954 do momentu ich zniesienia z dniem 1 stycznia 1973, tym samym wypierając organizację gminną w latach 1954–1972.
Gromadę Pokrówka z siedzibą GRN w Pokrówce utworzono – jako jedną z 8759 gromad na obszarze Polski – w powiecie chełmskim w woj. lubelskim na mocy uchwały nr 7 WRN w Lublinie z dnia 5 października 1954. W skład jednostki weszły obszary dotychczasowych gromad Pokrówka wieś, Pokrówka kol., Zawadówka, Strupin Łanowy i Żółtańce wieś, a także miejscowość Wereszcze kol. z dotychczasowej gromady Rudka oraz część obszaru dotychczasowej gromady Żółtańce kol. (bez Nr Nr hip. gospodarstw 1–20 i 47) ze zniesionej gminy Krzywiczki w tymże powiecie; ponadto przedmieście Sobowice (enklawa) z miasta (na prawach powiatu) Chełma w tymże województwie. Dla gromady ustalono 18 członków gromadzkiej rady narodowej.
1 stycznia 1960 do gromady Pokrówka włączono obszar zniesionej gromady Strupin Duży w tymże powiecie.
1 stycznia 1969 do gromady Pokrówka włączono obszar zniesionej gromady Zagroda w tymże powiecie.
Gromada przetrwała do końca 1972 roku, czyli do kolejnej reformy gminnej.
Obecnie Pokrówka jest siedzibą władz gminy Chełm w powiecie chełmskim.